# Alieu N’gum

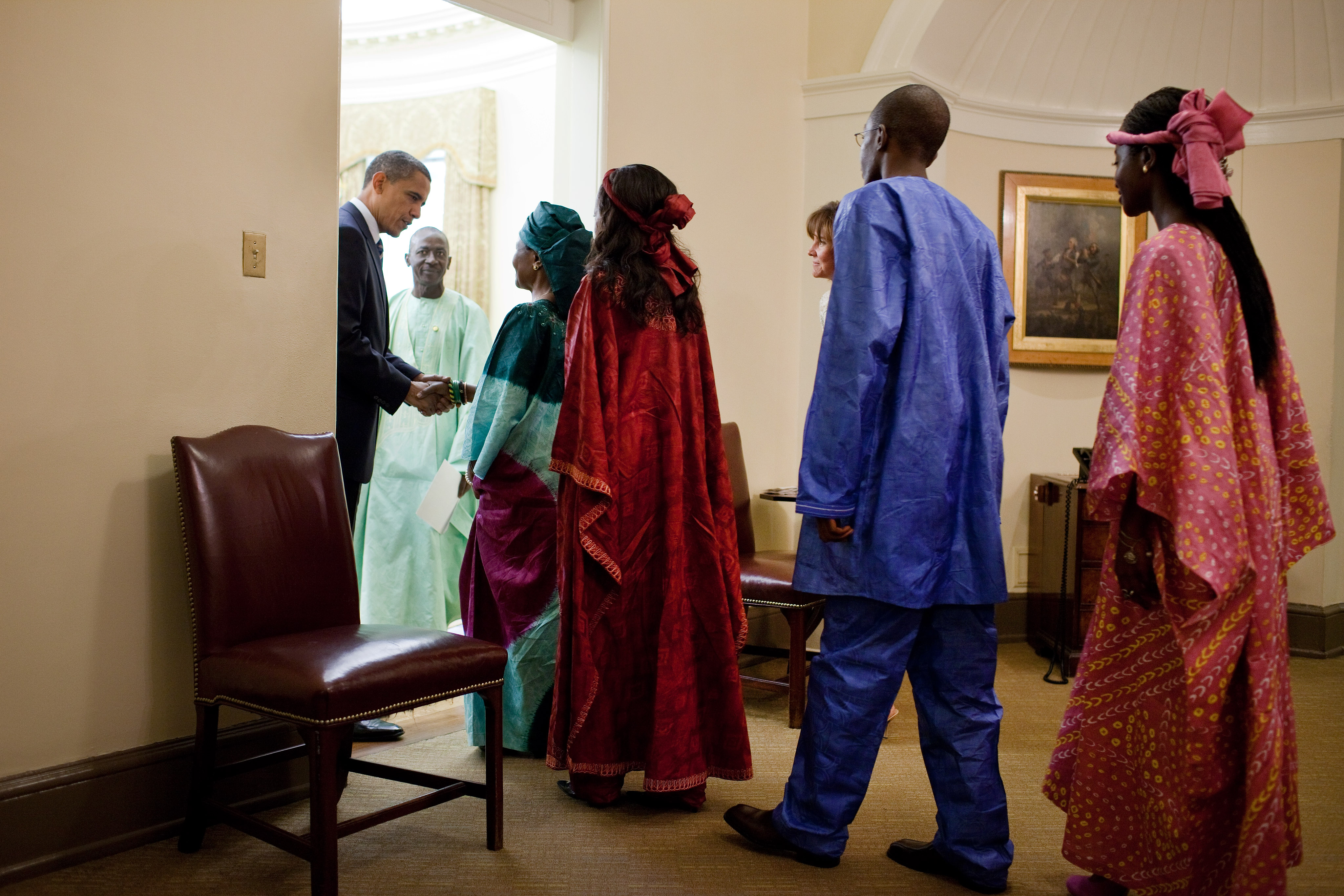
US-Präsident Barack Obama begrüßt Botschafter Alieu N’gum (2010)

Alieu Momodou N’gum (* 12. August 1950) ist Politiker und Diplomat im westafrikanischen Staat Gambia.

## Leben
N’gum studierte ab 1973 an der Keele University und der University of Bradford in Großbritannien. Dort erwarb er einen Abschluss in Entwicklungsökonomie. Anschließend studierte er Industriepolitik an der Universität Dublin und in Washington, D.C.
Nach seiner Rückkehr nach Gambia fing er beim Ministerium für Wirtschaftsplanung und industrielle Entwicklung (englisch Ministry of Economic Planning and Industrial Development) an und stieg dort im Laufe der Jahre bis zum Direktor für Planung auf. Von 1989 bis zum Putsch durch Yahya Jammeh 1994 war er Staatssekretär im Ministerium für Finanzen und Wirtschaft. Nach der Machtübernahme Jammehs war er kurzzeitig geschäftsführender Wirtschafts- und Finanzminister und anschließend wieder Staatssekretär in diesem Ministerium. Im Oktober 1997 wurde er zum Secretary General Office of the President and Head of the Civil Service ernannt.
Im darauffolgenden Jahr wurde er als Botschafter nach Saudi-Arabien entsandt und war in neun weiteren arabischen Ländern, bei der Organisation für Islamische Zusammenarbeit und bei der Organisation für Islamische Einheit akkreditiert. 2000 wurde er Gambias Botschafter in Brüssel und war in Deutschland, Polen, Belgien, der Niederlande, Luxemburg, Slowakei, Tschechien sowie bei der Europäischen Union, der Welthandelsorganisation, der FAO und der IFAD akkreditiert. Die Botschaft von Gambia in Brüssel ist auch für die Vertretung Gambias bei dem Internationalen Gerichtshof und dem Internationalen Strafgerichtshof für das ehemalige Jugoslawien, den Internationalen Strafgerichtshof, die OPCW, die Organisation Afrikanischer, Karibischer und Pazifischer Staaten und die Weltzollorganisation zuständig.
2002 wurde er abberufen und erneut zum Secretary General Office of the President and Head of the Civil Service ernannt. Am 14. Juni 2005 wurde er als Minister für Finanzen und Wirtschaft (englisch Secretary of State for Finance and Economic Affairs) und Nachfolger von Margaret Keita in das Kabinett von Gambia berufen. Bei einer Kabinettsumbildung am 14. November 2005 wurde N’gum von Musa Gibril Bala Gaye ersetzt, er übernahm bis zum 25. Oktober 2006 das Ressort Handel, Industrie und Beschäftigung (englisch Secretary of State for Trade, Industry and Employment). Danach war er bis 2010 Leiter der National Planning Commission.
Am 10. Mai 2010 wurde N’gum zum gambischen Botschafter in den Vereinigten Staaten ernannt. Nach seiner Abberufung vom Botschaftsposten in den Vereinigten Staaten wurde die Botschaft von Sheikh Omar Fye ab April 2014 als Geschäftsträger und ab Juni 2015 als Botschafter geleitet. N’gum war anschließend Exekutivdirektor der Afrikanischen Entwicklungsbank.

## Persönliches
Am 6. Februar 1981 heiratete er Aminatta N’gum aus Simbabwe, die er 1974 im Studium kennen gelernt hatte. Die beiden haben drei erwachsene Kinder, Mignone, Momodom und Sohna. Ihr Sohn Jibril starb 2011 bei einem Verkehrsunfall.